# Abbas Bayat
Pour les articles homonymes, voir Bayat (homonymie).
 (août 2018).
Abbas Bayat (persan : عباس بيات), né le 14 juillet 1947 à Téhéran en Iran, est un homme d'affaires iranien.

## Biographie
Fils de l'ancien premier ministre Morteza Gholi Bayat, sa famille possédait la plus grosse entreprise laitière d'Iran sous le régime du Shah. Diplômé de l'université de Columbia aux États-Unis, il quitte l'Iran après la révolution de 1979.
En 1987 il rachète les jus de fruits Looza, en Belgique (qu'il revend en 1998 à Pepsico). Puis, en 1997, le producteur d'eau belge Chaudfontaine. En 1999, il acquiert également la société Sunnyland et un an plus tard la société britannique de boissons Ben Shaw.  
Abbas Bayat est surtout connu pour avoir été le président du Royal Charleroi SC, club de football belge, de 2000 à 2012.
Il est l'oncle de Mehdi Bayat et Mogi Bayat, tous les deux actifs dans le milieu du football en Belgique.